# グレーター東京
グレーター東京または首都圏メガロポリス構想とは、首都圏（東京都と周辺県）の広域連携の推進、または更に踏み込んだ統合を図る構想のこと。構想には複数のタイプがあり、具体的には以下がある。
1. 1955年の安井誠一郎初代都知事の選挙公約「グレーター東京と首都圏整備」。東京都を近隣県と併せて再整備する構想であった。1956年に首都圏整備法が成立し、政府が首都圏（東京都、埼玉県、千葉県、神奈川県、茨城県、栃木県、群馬県、山梨県）の建設と発展のための具体的な計画を策定した[2]。
2. 2001年に石原慎太郎都知事が策定した「首都圏メガロポリス構想」。交通、防災、環境など13分野で、主要道路の整備、共同廃棄物処理施設の建設、空港の分業化の見直しなど、1都3県が共同で取り組むべき施策を列挙している。ディーゼル車の排ガス規制も議題となった施策の一つ[1]。
3. 2020年に小池百合子都知事が選挙公約として掲げた「グレーター東京(大東京圏)構想の推進」。更なる地方自治体への権限移譲による地方分権の推進、新型コロナ禍や大規模災害への対応を想定した東京都と周辺県の広域連携の推進、東京発の規制緩和の推進を主張している[3]。

## 具体的内容

### グレーター東京（1955年～）
東京23区などの「既成市街地」の外側に「近郊地帯」（グリーンベルト）を設け、その外側の都心から半径100kmの範囲に「衛星都市」を配置する計画であった。東京の無秩序な拡大を抑制し、グリーンベルトの存在で人口を分散させるという野心的な計画であった。この計画を描く際には、イギリスのグレーター・ロンドン計画が参考にされ、この計画の東京版として「グレーター東京」と呼ばれた。ロンドンの計画はその後大体実現したが、東京の計画は失敗し、現在のような都市部の切れ目のない形になってしまった。